# Total Guitar
Total Guitar è una rivista mensile inglese per chitarristi, la più venduta in Europa.
L'attuale presidente della rivista è Stephen Lawson. Total Guitar fornisce ai lettori tablature di genere metal, rock, folk, country, blues e jazz, recensioni di equipaggiamenti e interviste con vari artisti. Il magazine include anche un disco che contiene brani dimostrativi o DVD con la stessa funzione.